# Lijst van burgemeesters van Dordrecht
Dit is een lijst van burgemeesters van de Nederlandse gemeente Dordrecht in de provincie Zuid-Holland.

## 13e - 18e eeuw
| Ambtsperiode | Naam burgemeester                            | Leven                             | Bijzonderheden |
| --- | -------------------------------------------- | --------------------------------- | --- |
| 1285 | Willem Dukinc & Tieleman ver Machtildszoon   |                                   | worden tot de eerste burgemeesters van Dordrecht gerekend                                                                                                   |
| 1367 | Warmbout Tielmansz van Ratingen              |                                   | |
| 1367 | Hugo Boey, Gillis Oom                        |                                   | |
| 1375 | Jan Godschalksz die Witte                    | 1335                              | |
| ?? | Johan van den Tympel                         |                                   | |
| 1374, 1378, 1379, 1383 en 1384                                                                                                 | Cleys Oem                                    |                                   | |
| 1397 en 1398 | Jan van Slingelandt van den Tympel           |                                   | zoon van Johan den Tympel |
| 1403, 1404, 1414 en 1417 | Jan van Naerssen, Heinricxz                  | 1370 - 1425                       | |
| 1416 | Jan de Beveren, Philipsz                     |                                   | |
| 14?? | Dirk van Slingeland                          | 1390 - 1453                       | |
| ?? | Adriaan Haak, Hermansz                       |                                   | Burgemeester van 's Heeren Wegen in 1446, 1447 en 1448 |
| 1474 - 1485 | Willem Bouwensz                              | 1420 - 1488                       | |
| 1477 en 1478 | Kornelis Reed-geld, Adriaansz                |                                   | Kornelis Reed-geld, Adriaansz werd als burgemeester opgevolgd door zijn broer Gillis Reed-geld Adriaanszoon                                                 |
| 1478, 1479, 1480, 1481 | Gillis Reed-geld, Adriaanszoon               |                                   | Baljuw van Zuid-Holland (1468); werd in 1481 op straat in Dordrecht doodgeslagen door Jan III van Egmont.                                                   |
| 1483, 1484, 1486, 1487, 1489, 1490 en 1491                                                                                     | Nikolaas van Bakel                           |                                   | Burgemeester van 's Heeren wegen in 1488 en 1489. |
| ?? | Barthout van Nuijssenburg                    | 1450 - 1520                       | |
| ?? | Cornelis Heeren, Cornelisz                   | 1475 - 1525                       | |
| 1494 en 1502 | Willem van Alblas, Heeren Jansz              | 1465 - 1502                       | Schoonzoon van Willem Bouwensz. Hij werd in 1502 op straat door priester N. van Does doodgestoken (zie Beschryvinge der Stad Dordrecht door Matthijs Balen) |
| 1505 en 1506 | Floris van Thol, Florisz                     |                                   | (Bron: Beschryvinge der Stad Dordrecht door Matthijs Balen)                                                                                                 |
| 1522 | Cornelis van der Mijle                       |                                   | |
| 1533 - 1534 | Aert Hendricks                               | ca. 1460 - voor 28 september 1534 | Houtkoopman, in de raad en schepen vanaf 1519. |
| 1537, 1538, 1543, 1544, 1546, 1547, 1549, 1550, 1553 en 1554                                                                   | Willem van Drenkwaard, Heeren Bouwensz       | ca 1520 - ?                       | Heere van Gijssenburg |
| 1541, 1542, 1544, 1545, 1546, 1548, 1549, 1551, 1552, 1555, 1556, 1558, 1559, 1561, 1562, 1563, 1566, 1567, 1569, 1571 en 1572 | Arent van der Mijle                          | 1501 - 1580                       | |
| 1559 | Philips van Beverwijk, Ogiersz               | 1532 - 1582                       | Burgemeester van 's Heeren wegen |
| 1572 | mr. Adriaan van Blijenburg                   | 1532 - 1582                       | |
| 15?? | Willem de Witt                               | 1516 - 1596                       | |
| 15?? | Cornelis van Beveren                         | 1524 - 1586                       | |
| vanaf 29 oktober 1568 tot 1570                                                                                                 | Blasius Bucket, Blaesiusz                    | ? - 27 april 1586                 | |
| 1572 | Cornelis Henricxz                            |                                   | Burgemeester tijdens de Eerste Vrije Statenvergadering in 1572                                                                                              |
| 1575 tot 1577 | Cornelis van Slingelandt                     | 1507 - 1583                       | Burgemeester van het gerecht in 1573 |
| vanaf 8 juli 1577 | Jakob Muys van Holy                          |                                   | Heeren Pietersz (circa 1540 - 7 september 1592) |
| 1586, 1587, 1588, 1590, 1591, 1592, 1597, 1600, 1601, 1602, 1606, 1607, 1608, 1612, 1613, 1618, 1619 en 1620                   | Cornelis de Witt, Fransz                     | 1545 - 1622                       | |
| 1605 en 1606 | Adriaan Heeren Jansz                         | ? - 1614                          | Was Ontfanger der Gemeene-Middelen in 1596 |
| 1614, 1615, 1620 en 1621 | Wouter van Krayesteyn, Bouwensz              |                                   | Heer van Crayesteyn en Wulven |
| ?? | Jacob de Witt, Fransz                        | 1548 - 1621                       | Burgemeester van 's Heeren Wegen in 1601, 1602, 1615, 1616, 1619 en 1629                                                                                    |
| ?? | Pieter Brantwijck                            | 1579 - 1640                       | |
| ?? | Jacob de Witt                                | 1589 - 1674                       | Vader van de Gebroeders Johan en Cornelis de Witt |
| 1626 ~ 1650 | Kornelis van Beveren                         | 1591 - 1663                       | |
| 16?? | Boudewijn Onderwater                         | 1607 - 1671                       | |
| 1643, 1661 en 1663 | Abraham van Beveren                          |                                   | |
| 16?? | Cornelis de Witt                             | 1623 - 1672                       | Zoon van Jacob de Witt, werd aangesproken als Ruwaard van Putten                                                                                            |
| 1674, 1680-81, 1685 | Johan van Neurenberch (I)                    | 1613 - 1685                       | Kleinzoon van Coenraat Norenburch |
| 1678 | Jacob van Mewen                              |                                   | was presiderend burgemeester bij zijn huwelijk in 1678 met Maria Stoop, Nicolaasdr                                                                          |
| 16?? | Willem Brandtwijck van Bloklant              | 1626 - 1696                       | |
| 1687 | Mr. Cornelis de Bevere                       | 1634 - 1689                       | Heer van De Kleine Lindt |
| 16?? | Simon van Halewijn                           | 1654 - 1727                       | |
| 1669, 1675 | Adrijaen van de Graeff                       | 1650 - 1707                       | |
| ?? | Jacob Stoop, Dirksz.                         |                                   | Burgemeester van 's Heeren wegen in 1661 en 1662 |
| 1693-94, 1697-98, 1701-02, 1707-08, 1711-12, 1717                                                                              | Johan van Neurenberch (II)                   | 1655 - 1719                       | Zoon van Johan van Neurenberch (I) |
| 1700 ~ 1712 | Hugo Repelaer                                |                                   | |
| 1702 | Dirk Hubert Stoop                            |                                   | |
| 1718 | Mr. Herman van den Honert                    | 1645 - 1730                       | Waardijn van de Munte van Hollant |
| 17?? | Hendrik Onderwater                           | 1703 - 1770                       | |
| 17?? | Johan Hendrik de Roo                         | 1712 - 1766                       | |
| 17?? | Mr. Samuel Onderwater                        | 1716 - 1761                       | Heer van Brandwijk en Gijbeland |
| 1720 | Pieter Hoefft                                |                                   | |
| ?? | Mr. Cornelis Pieter Pompe van Meerdervoort   | 1720 - 1782                       | Heer van Zwijndrecht |
| ?? | Jacob van der Pot                            | 1722 - 1773                       | |
| 1726 | Matthaeus Onderwater                         |                                   | |
| ?? | Boudewijn Onderwater                         | 1736 - 1803                       | Heer van Puttershoek |
| 1719 ~ 1726 | Ocker Johansz. Gevaerts                      |                                   | |
| ?? | Mathaeus Onderwater                          | 1687 - 1754                       | |
| 1745, 1746, 1758 en 1759 | Cornelis de Witt, Johansz                    | 1696 - 1779                       | Vrijheer van Jaarsveld |
| 1747-1748 | Johan van Neurenberch (III)                  |                                   | Zoon van Johan van Neurenberch (II) |
| 1750, 1753-54, 1758-59, 1768-69                                                                                                | François van den Brandeler                   | 1708-1771                         | |
| 1748 ~ 1766 | mr. Paulus Gevaerts                          |                                   | zoon van Ocker Gevaerts. Vrijheer van Gansoyen: |
| 1763-64 | Johan van Neurenberch (IV)                   | 1721 - 1792                       | Zoon van Johan van Neurenberch (III), met hem is de familie van Neurenberch uitgestorven.                                                                   |
| 1767 | Adriaan Bout                                 |                                   | In 1762 eigenaar van Het Zeepaert aan de Wijnstraat. |
| 1783, 1784, 1786 | Ocker Gevaerts                               |                                   | zoon van mr. Paulus Gevaerts. Patriottische burgemeester |
| 1788 | Mr. Pieter Beelaerts van Emmichoven          | 1725 - 1796                       | Heer van Emmichoven, Ganswijk en Waardhuizen |
| 1790 en 1791 | Mr. Arnoldus Adrianus van Tets van Goudriaan | 1738 - 1792                       | Heer Oud- en Nieuw-Goudriaan en van Langerak: |
| vanaf 1795 | A.H.van der Mey van der Linden               |                                   | |
| ?? | Johannes van der Elst                        | 1752                              | Een der goede Lieden van Achten in 1784, 1785 en 1787, lid Raad van Dordrecht en president van 1796 tot 1803: waarnemend burgemeester van 1803 tot 1806     |
| ?? | Samuel Onderwater                            | 1748 - 1821                       | |

## 19e - 21e eeuw
| Ambtsperiode                                                       | Naam burgemeester                              | Leven     | Partij of stroming | Bijzonderheden                                                                                               |
| ------------------------------------------------------------------ | ---------------------------------------------- | --------- | ------------------ | --- |
| 05 augustus 1811 - 2 januari 1817                                  | Jhr. mr. Paulus Repelaer van Spijkenisse       |           |                    | Maire tot 2 december 1813, vervolgens burgemeester tot 2 januari 1816 en daarna president tot 2 januari 1817 |
| 2 januari 1817 - 2 januari 1818                                    | Mr. Lambert Pieter van Tets                    |           |                    | Heer van Langerak bezuiden de Lek                                                                            |
| 2 januari 1818 - 2 januari 1819                                    | Mr. Hugo Gevers                                |           |                    | |
| 2 januari 1819 - 2 januari 1820                                    | Mr. Hendrik Onderwater                         |           |                    | Heer van Niemandsvriend                                                                                      |
| 2 januari 1820 - 2 januari 1821                                    | Jhr. mr. Paulus Repelaer van Spijkenisse       |           |                    | |
| 2 januari 1821 - 2 januari 1822                                    | Mr. Lambert Pieter van Tets                    |           |                    | Heer van Langerak bezuiden de Lek                                                                            |
| 2 januari 1822 - 2 januari 1823                                    | Mr. Hugo Gevers                                |           |                    | |
| 2 januari 1823 - 4 januari 1824                                    | Jhr. mr. Paulus Repelaer van Spijkenisse       |           |                    | |
| 4 januari 1824 - 1 november 1827                                   | David van Poelien                              |           |                    | Heer van Nuland                                                                                              |
| 29 november 1827 - 5 oktober 1838                                  | Jacob van der Elst                             | 1783-1838 |                    | |
| 19 oktober 1838 - 12 april 1852                                    | Jhr. Jacob Cornelis Jantzon van Erffrenten     | 1769-1859 |                    | Heer van Capelle                                                                                             |
| 12 april 1852 - 3 augustus 1856                                    | Mr. Johannes Servaas Lotsy                     | 1808-1863 |                    | |
| 30 september 1856 - 1862                                           | Dr. Martinus Gerardus Timmers Verhoeven        | 1801-1880 |                    | |
| 24 september 1862 - 13 maart 1883                                  | Mr. Gerrit Adrianus de Raadt                   | 1819-1884 |                    | Heer van Hendrik-Ido-Ambacht; tevens Eerste en Tweede Kamerlid geweest.                                      |
| 11 februari 1884 - 18 maart 1899                                   | Mr. Hermanus Adrianus Nebbens Sterling         |           |                    | |
| 1 juli 1899 - 1 mei 1906                                           | Dr. Alfred Rudolph Zimmerman                   | 1869-1939 |                    | |
| 1 juli 1906 - 15 januari 1920                                      | mr. Hillebrand Jacob Wichers                   | 1859-1920 |                    | was burgemeester van Winschoten                                                                              |
| 20 april 1920 - 15 september 1923                                  | Mr. dr. Johannes Wytema                        | 1871-1928 |                    | |
| 2 november 1923 - 01 mei 1937                                      | Pieter Leonard de Gaay Fortman                 | 1875-1954 | ARP                | |
| 15 juni 1937 - 1943                                                | Jacob Bleeker                                  | 1885-1961 | Liberale Partij    | |
| 1943 - mei 1945                                                    | Johan Gijsbert van Houten                      | 1895-1986 | NSB                | |
| 7 mei 1945 - september 1950                                        | Jacob Bleeker                                  | 1885-1961 |                    | |
| 1951 - 1965                                                        | Mr. Jacobus Aegidius Herman Jan van der Dussen | 1900-1989 | PvdA               | |
| 1966 - 1973                                                        | Mr. Jacob Jan van der Lee                      | 1918-2013 | PvdA               | |
| 1974 - 1985                                                        | Johannes Hendrik (Jan) van Zuuren              | 1921-2010 | PvdA               | |
| 1985 - 2000                                                        | Jan Noorland                                   | 1935-2006 | VVD                | |
| 16 juni 2000 - 1 februari 2010                                     | Ronald J.G. Bandell                            | 1946-2015 | PvdA               | |
| 1 februari 2010 - 28 februari 2017                                 | Drs. Arno A.M. Brok                            | *1968     | VVD                | |
| 1 maart 2017 - 13 september 2017 , 23 september 2024 - 4 juni 2025 | Peter van der Velden                           | *1954     | PvdA               | waarnemend burgemeester                                                                                      |
| 13 september 2017 - 31 augustus 2024                               | Mr. A.W.(Wouter) Kolff                         | *1976     | VVD                | |
| 5 juni 2025 - heden                                                | Mr. Nanning Mol                                | *1980     | VVD                | |